# ARX Portugal
ARX Portugal é um ateliê português de arquitetura. Fundado em Berlim pelos irmãos Nuno Mateus e José Mateus, desenvolve a sua atividade a partir da cidade de Lisboa, onde se estabeleceu em 1991.
O trabalho do ateliê foi alvo de várias exposições individuais de que se destacam: Realidade-Real no Centro Cultural de Belém em 1993 e ARX Arquivo/Archive na Garagem Sul em 2013. Foi ainda alvo de inúmeras participações em exposições sobre a arquitetura contemporânea portuguesa, como em Inside a Creative Mind na Fundação Calouste Gulbenkian em 2016 e Os Universalistas: 50 anos de arquitetura portuguesa, que depois de mostrada em Paris esteve patente na Casa da Arquitectura em Matosinhos em 2018.

## Obra

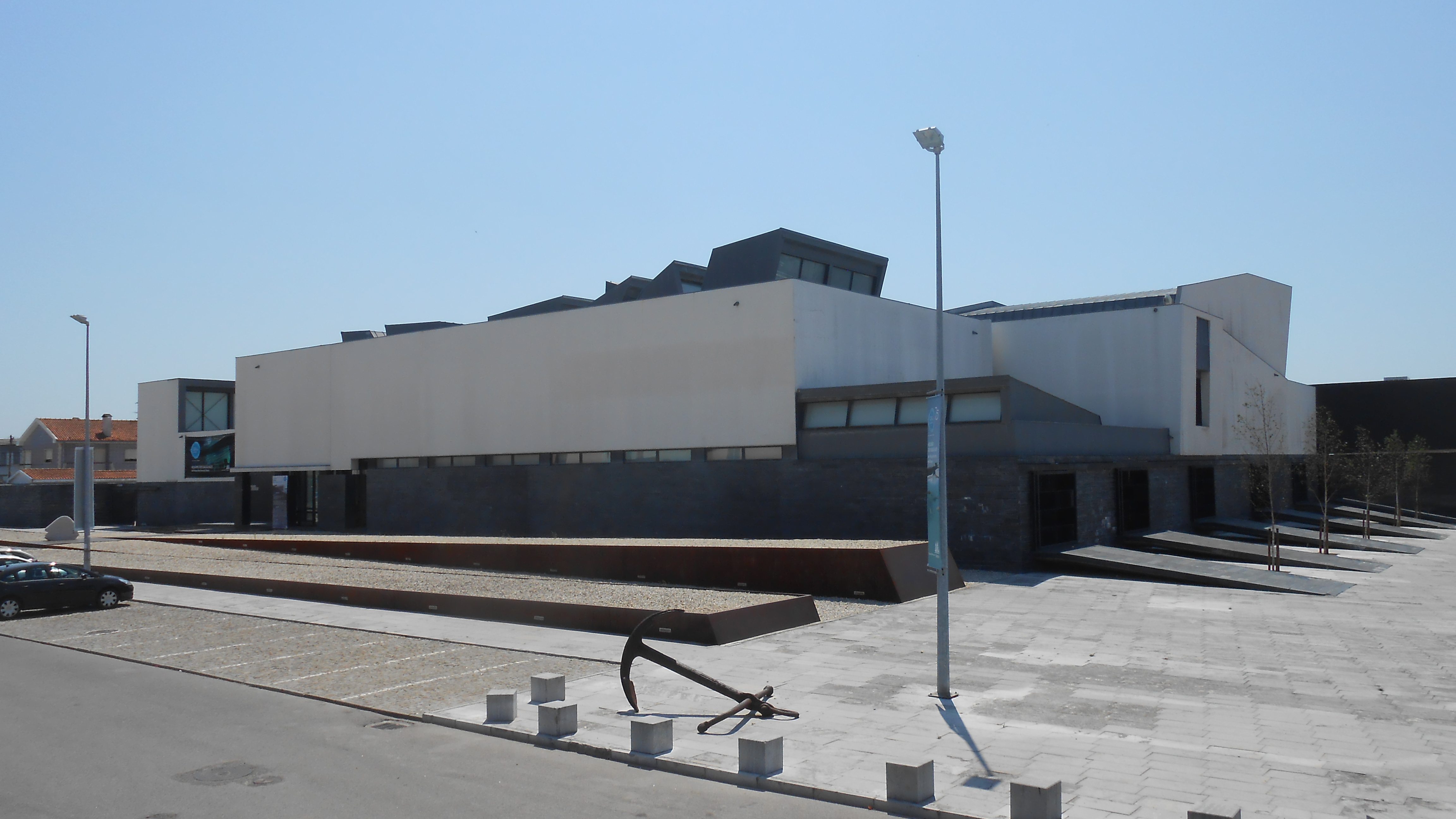
O Museu Marítimo de Ílhavo é uma das obras mais reconhecidas da autoria da ARX Portugal. Tendo sido reabilitado em 2001, foi ampliado em 2013 para acolher um Aquário de Bacalhaus, igualmente projetado pela ARX.

Entre os projetos mais reconhecidos encontram-se o Museu Marítimo de Ílhavo, a Casa no Possanco, o Mercado de Abrantes, o Centro Sócio-Cultural da Costa Nova e o Edifício Castilho 203.
Foram publicados vários livros sobre o trabalho do ateliê como: Uma Segunda Natureza, ARX Portugal 1991-2015, ou mais recentemente Dez Obras, pela editora italiana Libria.
Para além do trabalho enquanto arquitetos, o percurso dos sócios-fundadores e do escritório é marcado pela fundação da Trienal de Arquitectura de Lisboa e pelo reconhecimento enquanto professores universitários.
Em 2024 o edifício da Redbridge International School (Rua Francisco Metras 97, Campo de Ourique) e o Santos Design (Calçada Marquês de Abrantes 65) foram distinguidos com Menção Honrosa do Prémio Valmor 2019 e 2020 respetivamente.